# Hans Thomae
Hans Johann Karl Thomae (* 31. Juli 1915 in Reit im Winkl; † 16. November 2001 in Bonn) war ein deutscher Entwicklungspsychologe, Begründer einer interdisziplinären Gerontologie im Nachkriegsdeutschland, Mitglied der Bayerischen Akademie der Wissenschaften und Präsident der International Association of Gerontology.

## Leben
Hans Thomae wurde als Sohn des Zolloberinspektors Georg Friedrich Thomae und seiner Ehefrau Henriette Katharina (geb. Fraas) geboren. Er besuchte das Alte Gymnasium in Würzburg und legte dort 1935 das Abitur. Von 1933 bis 1935 war Thomae Mitglied der Hitlerjugend und diente 1935 als „Arbeitsmann“ beim Reichsarbeitsdienst. 1935 nahm er ein Studium der Philosophie, Psychologie und Geschichte an den Universitäten Berlin und Bonn auf. Mit einer Promotion über Bewußtsein und Leben. Versuch der Systematisierung des Bewußtseinsproblems schloss er das Studium 1940 in Bonn bei Erich Rothacker ab. In dieser Zeit war er bis 1939 Mitglied der Deutschen Studentenschaft. Zum 1. Dezember 1937 wurde er Mitglied der NSDAP. 1940 erhielt er bei Philipp Lersch eine Stelle als Assistent an der Universität Leipzig und trat zugleich dem NSDB bei. 1942 legte er in Leipzig seine Habilitationsschrift über Das Wesen der menschlichen Antriebsstruktur vor. Im Folgejahr wurde Thomae kriegsuntauglich geschrieben und als Direktor an der staatlichen Heimverwaltung für schwererziehbare Kinder in Moritzburg angestellt.
Nach dem Krieg arbeitete er ab 1950, zunächst in Bonn als Privatdozent. Eine erste Professur nahm er 1954 in Erlangen ein, bevor er 1960 wieder an die Universität Bonn zurückkehrte, wo er bis zu seiner Emeritierung 1984 auch Direktor des Psychologischen Instituts war.
Er heiratete später Ursula Lehr nach deren Verwitwung, die bei ihm promoviert hatte und später Bundesfamilienministerin wurde.

## Wirken
Hans Thomae zählt zu den Mitbegründern der Gerontologie als interdisziplinärer Alternsforschung und hat sich um die Etablierung einer die gesamte Lebensspanne umfassenden modernen Entwicklungspsychologie verdient gemacht. Als bahnbrechend werden seine Studien zur Persönlichkeitsentwicklung bewertet; sie rücken die aktive Auseinandersetzung mit den wechselnden Lebensanforderungen in den Mittelpunkt. Bereits 1953 begann der Bonner Wissenschaftler eine Längsschnittuntersuchung über deutsche Nachkriegskinder und stellte fest, wie erstaunlich gut viele von ihnen mit den harten Lebensbedingungen in zerbombten Städten fertigwurden. Entscheidend für diese Eigenschaft sind neben glücklichen Umständen besondere persönliche Stärken, wie beispielsweise ein Vertrauen in die eigenen Fähigkeiten und die Aufrechterhaltung der Selbstachtung.
Als ebenso bedeutsam wird die 1965 begonnene Bonner Gerontologische Längsschnittstudie (BOLSA) bewertet, in der Thomae den letzten Lebensabschnitt von Männern und Frauen bis ins hochbetagte Alter untersuchte. In zahlreichen Büchern dokumentierte er seine Erkenntnisse. Hans Thomae hat die internationale Psychologie darauf aufmerksam gemacht, welche großen Unterschiede zwischen Menschen gleichen Alters in allen Aspekten der Leistungsfähigkeit und psychischen Verfassung bestehen, abhängig von Persönlichkeit und Umwelt.
Zugleich eröffnete seine Forschung Wege, um durch die Änderung solcher Bedingungen mehr Menschen ein Altern in Leistungsfähigkeit und Zufriedenheit zu ermöglichen. Letztlich gründen auf solchen Arbeiten viele der praktischen Ansätze, die heute in der Altenbetreuung zum Standard gehören. Wissenschaftlich ebenso wichtig für die Psychologie ist die Wandelbarkeit der Persönlichkeitsentwicklung über die gesamte Lebensspanne.
Thomae prägte mehrere Generationen von Gerontopsychologen. Sie lehren und forschen an führenden deutschen und ausländischen Universitäten, wie Ursula Lehr, Andreas Kruse, Erhard Olbrich, Georg Rudinger und Reinhard Schmitz-Scherzer. Er war Gründungsmitglied der Deutschen Gesellschaft für Gerontologie und Geriatrie (DGGG).
Hans Thomae gründete und inspirierte Forschungsnetzwerke, insbesondere mit den Ländern Europas und Nordamerikas. Als Gründer der Zeitschrift Vita Humana (heute: Human Development) und der International Society of Behavioral Development (ISSBD) schuf er geeignete Foren, die bis heute existieren. Dabei behielt er interdisziplinäre Ansätze in der Zusammenarbeit mit Medizinern, Biologen und Neurowissenschaftlern, Soziologen und Pädagogen im Blickfeld. Mit über 70 Jahren war Hans Thomae Präsident der International Association of Gerontology und in dieser Eigenschaft verantwortlich für Weltkongresse der Gerontologie.

## Ehrungen und Auszeichnungen
Hans Thomae war Mitglied der Bayerischen Akademie der Wissenschaften. Seine wissenschaftlichen Leistungen fanden nationale und internationale Wertschätzung, darunter die Verleihung der Ehrendoktorwürde der Universitäten Leuven (Belgien), Leipzig, Moskau und Rethymno (Kreta). 2001 wurde er durch die Deutsche Gesellschaft für Psychologie (DGPs) mit der „Ehrung des wissenschaftlichen Lebenswerks“ ausgezeichnet.

## Schriften (Auswahl)
- Das Individuum und seine Welt. Hogrefe, Göttingen, 3. Auflage, 1996, ISBN 3-8017-1012-2.
- als Hrsg.: Mit Ursulas Lehr: Formen seelischen Alterns: Ergebnisse der Bonner gerontologischen Längsschnittstudie (BOLSA). Enke, Stuttgart, 1987, ISBN 3-432-96451-X.
- Dynamik des menschlichen Handelns. Ausgewählte Schriften zur Psychologie 1944 - 1984. Bouvier, Bonn 1985, ISBN 3-416-01854-0.
- Alternsstile und Altersschicksale – ein Beitrag zur differentiellen Gerontologie. Huber, Bern, 1983, ISBN 3-456-81264-7.
- als Hrsg.: Theorien und Formen der Motivation (= Motivation und Emotion; 1). Hogrefe, Göttingen, 1983, ISBN 3-8017-0506-4.
- Psychologie in der modernen Gesellschaft. Hoffmann und Campe, Hamburg 1977, ISBN 3-455-09216-0.
- Konflikt, Entscheidung, Verantwortung. Ein Beitrag zur Psychologie der Entscheidung. Kohlhammer, Stuttgart 1974, ISBN 3-17-001537-0.
- Vita humana. Beiträge zu einer genetischen Anthropologie. Athenäum, Frankfurt/M. 1969.
- Das Individuum und seine Welt. Eine Persönlichkeitstheorie. Hogrefe, Göttingen 1968 (3. Aufl. 1996, ISBN 3-8017-1012-2).
- Vorbilder und Leitbilder der Jugend. Juventa, München 1965.
- Arbeitsunfall und seelische Belastung. Karger, Basel 1963.
- Der Mensch in der Entscheidung. Barth, München 1960.
- Persönlichkeit. Eine dynamische Interpretation. Bouvier, Bonn 1951 (2. Aufl. 1955).
- Beobachung und Beurteilung von Kindern und Jugendlichen. Karger, Basel 1954 (13. Aufl. 1980, ISBN 3-8055-1526-X).
- Das Wesen der menschlichen Antriebsstruktur. Barth, Leipzig 1944.